# Protungulatum
Protungulatum (prvotní kopytník) byl druh pravěkého savce, zřejmě vývojově primitivního placentála, žijícího v období svrchní křídy (stupeň maastricht) až raného paleocénu, asi před 67-65 miliony let na území západu Severní Ameriky. Zkameněliny tohoto menšího savce byly objeveny v souvrstvích Hell Creek a Bug Creek Anthill na území státu Montana a v souvrství Ravenscrag v kanadském Saskatchewanu. Jde tedy o savce, který přežil hromadné vymírání na konci křídy.

## Systematika
V současnosti jsou rozlišovány hned čtyři druhy tohoto rodu: P. donnae, P. gorgun, P. sloani a P. coombsi. Podle posledních fylogenetických analýz se jedná buď o savce ze skupiny Eutheria (mimo placentály) nebo placentála příbuzného možná sudokopytníkům. Dřívější zařazení do skupiny Condylarthra již dnes není uznáváno (stejně jako platnost celé této skupiny).

## V populární kultuře
Protungulatum se objevuje například v ději knihy Poslední dny dinosaurů, jakožto savec, který dokáže přežít katastrofu na konci křídy před 66 miliony let, což se naopak nepodaří neptačím dinosaurům.